# Friedrich Bock (Historiker)
Friedrich Bock (* 17. September 1890 in Darrigsdorf; † 10. Oktober 1963 in Uelzen) war ein deutscher Historiker.

## Leben
Von 1929 bis 1933 war Bock Leiter des Aufbaugymnasiums Falkensee bei Berlin und Mitarbeiter der Constitutiones-Abteilung der Monumenta Germaniae Historica (MGH). Er arbeitete bis zu seinem Tod an der Edition der Herrscherakten Ludwigs des Bayern. Seine weiteren Forschungsgebiete waren Edward III. von England und in späteren Jahren die Geschichte seiner Heimatstadt Uelzen. 
Zum 1. Mai 1933 trat er der NSDAP bei (Mitgliedsnummer 2.651.387), er galt als fanatischer Nationalsozialist. 1933–1945 war er zweiter Sekretär des Deutschen Historischen Instituts in Rom, das 1935 dem „Reichsinstitut für ältere deutsche Geschichtskunde“ angeschlossen wurde. Im Juli 1937 hielt er ein Referat auf dem Historikertag in Erfurt, der Gleichschaltung der Forschung im Dritten Reich gewidmet war. Mit dem Präsidenten des Reichsinstituts Edmund Ernst Stengel (Präsident 1937–1942) geriet Bock wegen organisatorischer Fragen mehrfach aneinander. Die Auseinandersetzung erreichte 1941 ihren Höhepunkt und verschärfte sich, weil Stengel ein konkurrierendes Editionsprojekt zum Konflikt Ludwigs des Bayern mit der Kurie verfolgte. Bock wurde dabei vom Altpräsidenten der MGH, Paul Fridolin Kehr, unterstützt. 1942 versuchte Bock eine Reorganisation des Deutschen Historischen Institutes durchzusetzen. Im Herbst 1943 wurde er im Rahmen der deutschen Militärverwaltung in Italien dem so genannten „Kunst-, Archiv- und Bibliotheksschutz“ zugeteilt und organisierte den Abtransport italienischer Archivalien und Kunstgegenstände über die Alpen. Mit dem Ende der deutschen Besatzung Italiens kehrte er ins Reichsgebiet zurück; von November 1944 bis März 1945 fand er eine Anstellung als Dozent an der Universität Hamburg. Da er im Entnazifizierungsverfahren als belastet eingestuft wurde, erhielt er Berufsverbot und wirkte 1945–1963 als Privatgelehrter. Mit den von Friedrich Baethgen neu organisierten MGH überwarf er sich. Unter anderem plante er eine umfangreiche Biographie von Paul Fridolin Kehr und eine Geschichte der Stadt Uelzen. Sein wissenschaftlicher Nachlass befindet sich im Archiv der Monumenta Germaniae Historica.

## Schriften
- Imperium und Nationalstaaten im späten Mittelalter. In: Vergangenheit und Gegenwart, Bd. 27 (1937), S. 519–535
- Parallelismi fra la storia italiana e tedesca Wien: Schroll 1940 (Abteilung für Kulturwissenschaft des Kaiser Wilhelm-Instituts im Palazzo Zuccari, Rom. Reihe 1. Vorträge; 22)
- Reichsidee und Nationalstaaten. Vom Untergang des alten Reiches bis zur Kündigung des deutsch-englischen Bündnisses im Jahre 1341. München: Callwey 1943.
- Das deutsch-englische Bündnis von 1335 - 1342. München: Beck 1956 (Quellen und Erörterungen zur bayerischen Geschichte. Neue Folge; 12). Band 1. Quellen [mehr nicht erschienen]